# Шлотхајм
Шлотхајм (њем. Schlotheim) град је у њемачкој савезној држави Тирингија. Једно је од 47 општинских средишта округа Унструт-Хајних. Према процјени из 2010. у граду је живјело 4.040 становника. Посједује регионалну шифру (AGS) 16064057.

## Географски и демографски подаци
Шлотхајм се налази у савезној држави Тирингија у округу Унструт-Хајних. Град се налази на надморској висини од 243 метра. Површина општине износи 22,3 km². У самом граду је, према процјени из 2010. године, живјело 4.040 становника. Просјечна густина становништва износи 181 становника/km².